# 田村文吉
田村 文吉（たむら ぶんきち、1886年（明治19年）9月22日 - 1963年（昭和38年）6月26日）は、日本の政治家、実業家。位階は正三位。郵政大臣（第2代）、電気通信大臣（第2代）、参議院議員（2期）、長岡市長（第8代）。北越製紙社長。

## 来歴

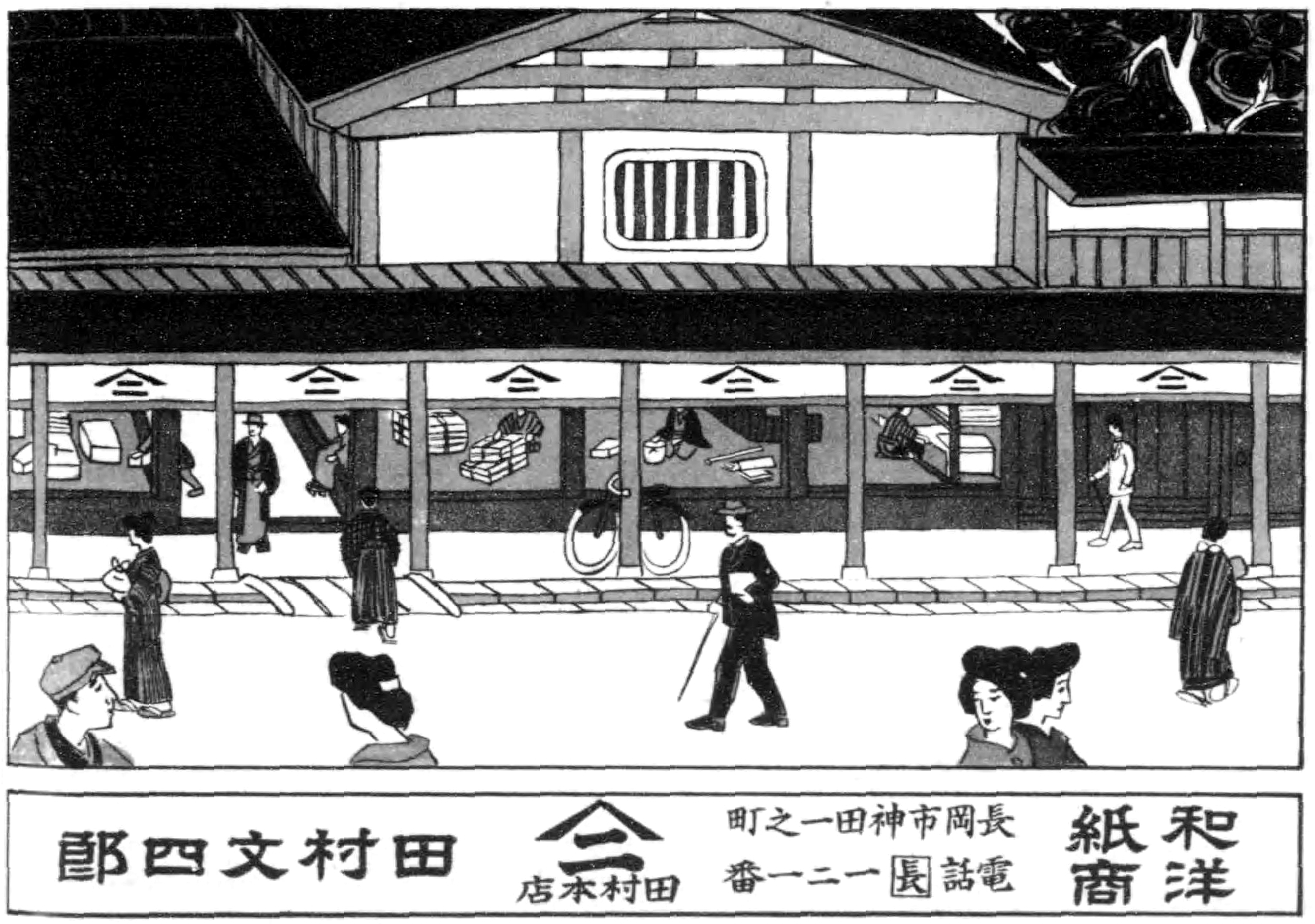
父・田村文四郎が営んでいた紙商「田村本店」。（『絵画北越商工便覧』坪井政太郎編、大正8（1919）年刊より）

新潟県長岡市の紙問屋田村文四郎の三男として生まれる。新潟県立長岡中学校を経て、1911年に東京高等商業学校（一橋大学の前身）専攻科を卒業、越後鉄道に入社し、経理課長として実務経験を積む。
1915年、父たちが設立した北越製紙（現北越コーポレーション）に支配人として入社し、1934年に専務、1940年には社長に就任。工場の新設・拡充をリードし、北越製紙を現在の規模に育て上げた。
また、1928年には長岡工業会を設立して産学官連携を推進し、1944年には新潟県商工経済会の会頭に就任した。
1945年8月1日の長岡空襲で市長鶴田義隆が殉職すると、その後任に推されて9月に第8代長岡市長に就任、長岡市の戦災復興に精力的に取り組んだ。
1947年、第1回参議院議員通常選挙に新潟県地方区から出馬し、初当選。1950年第3次吉田内閣第1次改造内閣では、郵政大臣兼電気通信大臣を務めた。後に緑風会所属、2期務める。
また財団法人積雪研究会の会長となって、長岡市内に積雪科学館を作り、長岡市立科学博物館の建設にも支援を惜しまなかった。
1962年秋の褒章でパルプ事業に携わってその向上発展に努め関係団体の要職に就いて業界の発展に寄与したとして藍綬褒章受章。翌1963年6月26日死去、76歳。没後、長岡市葬が営まれ、長岡市の名誉市民となった。死没日をもって勲二等旭日重光章追贈、正三位に叙される。